# ريج وايتهاوس
ريج وايتهاوس هو لاعب كرة القدم الكندية كندي، ولد في 8 أكتوبر 1933 في مونتريال في كندا، وتوفي في 6 أغسطس 2008 في تشيليواك في كندا.

## وصلات خارجية
- ريج وايتهاوس على موقع JustSportsStats.com (الإنجليزية)